# Cadre-45/2-Weltmeisterschaft 1912

Veranstaltungsort: Paris

Die Cadre-45/2-Weltmeisterschaft 1912 war die neunte FFB-Weltmeisterschaft, die bis 1947 im Cadre 45/2 und ab 1948 im Cadre 47/2 ausgetragen wurde. Das Turnier fand vom 8.–11. Januar 1912 in der französischen Hauptstadt Paris statt.

## Geschichte
Nachdem die Weltmeisterschaft 1911 ausgefallen war, wurde wieder ein Herausforderungsmatch ausgetragen. Wieder forderte Charles Faroux Pierre Sels heraus. Dieses Mal siegte der Franzose. Die kompletten Ergebnisse sind nicht bekannt.

## Turniermodus
Das Match wurde bis 1200 in drei Abschnitten bis 400 Punkte gespielt.
1. MP = Matchpunkte
2. GD = Generaldurchschnitt
3. HS = Höchstserie

## Gespielte Abschnitte
| Name           | Pkte. | Aufn. | GD    | BED   | HS |
| -------------- | ----- | ----- | ----- | ----- | -- |
| Charles Faroux | 400   | 30    | 13,33 | 13,33 | 58 |
| Pierre Sells   | 263   | 29    | 9,06  | –     | ?  |

| Name           | Pkte. | Aufn. | GD    | BED   | HS |
| -------------- | ----- | ----- | ----- | ----- | -- |
| Charles Faroux | 400   | 32    | 12,50 | 12,50 | 60 |
| Pierre Sells   | 286   | 32    | 8,93  | –     | 55 |

| Name           | Pkte. | Aufn. | GD | BED | HS |
| -------------- | ----- | ----- | -- | --- | -- |
| Charles Faroux | 400   | ?     | ?  | ?   | ?  |
| Pierre Sells   | 526   | ?     | ?  | ?   | ?  |

## Abschlusstabelle
| MP    | Match Points (Sieger = 2; Unentschieden = 1; Verlierer = 0) |
| Pkte. | Erzielte Karambolagen                                       |
| Aufn. | Benötigte Versuche                                          |
| GD    | Generaldurchschnitt                                         |
| BED   | Bester Einzeldurchschnitt eines Spielers                    |
| HS    | Höchstserie                                                 |
|       | Bester GD des Turniers                                      |
|       | Bester ED des Turniers                                      |
|       | Beste HS des Turniers                                       |
|       | 1. Platz (Gold)                                             |
|       | 2. Platz (Silber)                                           |
|       | 3. Platz (Bronze)                                           |

| Platz | Name           | Pkte. | GD | BED   | HS |
| ----- | -------------- | ----- | -- | ----- | -- |
| 1     | Charles Faroux | 1200  | ?  | 13,33 | 60 |
| 2     | Pierre Sells   | 1074  | ?  | ?     | 55 |